# 李淑楨
李淑楨（1978年1月31日—），女性，演員，畢業於臺灣大學社會工作學系。曾經以童星身份參與電影《魯冰花》的演出而受到關注。爾後長大又演出《阿扁與阿珍》等戲。2017年9月其演出的大愛電視《望月》獲首爾國際電視節（SDA）的評審團特別獎。

## 電影作品
- 1983年 《海灘的一天》
- 1983年 《帶劍的小孩》
- 1984年 《冬冬的假期》
- 1984年 《油麻菜籽》
- 1985年 《八番坑口的新娘》
- 1985年 《最想念的季節》
- 1986年 《小祖宗》
- 1986年 《黑皮與白牙》
- 1986年 《超級市民》
- 1986年 《我們的天空》
- 1987年 《我的志願》
- 1987年 《桂花巷》
- 1989年 《魯冰花》(飾 古茶妹)
- 1990年 《兄弟珍重》
- 1990年 《我的兒子是天才》(飾 朱維妮)
- 1992年 《巧克力戰爭》
- 2019年 《致親愛的孤獨者》(飾 劉家馨)

## 電視劇作品
- 三立台灣台
  - 2000年《阿扁與阿珍》(飾 吳寶珍)
  - 2006年《天下第一味》(飾 楊惠美)(客串)
- 大愛台
  - 2001年《阿母醒來吧》(飾 二女兒- 何慧芬)
  - 2002年《賣油阿成》(飾 美娜)
  - 2002年《BI YA SU NA別來無恙》(飾 小妹- 慧君)
  - 2002年《美麗人生》(飾 張佩青)
  - 2002年《聞風而來》
  - 2002年《愛的接力》(飾 陳玉明)
  - 2005年《草山春暉》(飾 許麗珍(阿咪))
  - 2005年《明月照紅塵》(飾 少年阿蕊)
  - 2006年《關山系列(三)-恰似你眼中的溫柔》(飾 鄭貞慧)
  - 2007年《回甘人生味》(飾 李定娥)
  - 2008年《竹音深處》 (飾 楊月鳳年輕時期)
  - 2009年《台九線上的愛》(飾 林靜雯)
  - 2009年《回家系列-愛主的心願》(飾 陳愛主)
  - 2009年 大愛長情劇展-《螢火蟲之歌》(飾 莊宜螢)
  - 2011年《人間渡系列-仙女不下凡》(飾 葉素貞)
  - 2011年《讓愛飛翔》(飾 陳金枝)
  - 2011年《愛的隨堂考之美麗如卿》(飾 張麗卿)
  - 2012年《真心英雄-城市奏鳴曲》(飾 宋黃鴦)
  - 2012年 長情劇展-《遲來的幸福》(飾 梁桂菊)
  - 2014年 長情劇展-《歡喜做頭家》 (飾 蔡蕙妃)
  - 2014年《幸福魔法師》(飾 林小燕)
  - 2014年 長情劇展-《情牽巧藝坊》(飾 蔡秀妹)
  - 2015年 長情劇展-《愛·逆轉》(飾 潘惠珠)
  - 2016年 《人生逆轉勝》(飾 陳淑華)
  - 2017年 大愛電視電影《望月》(飾 陳氏蘭)
  - 2021年 大愛劇場《飄洋過海來愛你》(飾 簡淑芬)
  - 2026年 大愛劇場《今天愛上我》(飾 )
- 公視
  - 2002年《六輪之戀》
  - 2007年《尋找巴利》(飾 鄧乃婷)
  - 2008年《天平上的馬爾濟斯》(飾 方秀娟)
  - 2012年《大路》
  - 2018年《奇蹟的女兒》(飾 雨鵑母)
  - 2022年《茁劇場－滴水的推理書屋》(飾 寧寧媽)
- 台視
  - 1998年《非常任務》
  - 2000年《三張王牌》
  - 2003年楊麗花歌仔戲《君臣情深》飾玉屏
  - 2004年《兄弟姊妹》( 飾 林文麗 )
  - 2005年《我最愛的人》饰 朱静慧
  - 2014年《神仙·老師·狗》(飾 曾母)
  - 2015年《春梅》(飾 阿月)
- 中視
  - 1990年《又見春風》（飾阿苦）（童年）
  - 2001年《黑面慶仔》
  - 2001年《多桑與紅玫瑰》
  - 2002年《飄浪之女》
- 華視
  - 1984年《情韻補晴天》
  - 1996年《台灣靈異事件-借屍還魂》 (飾 丁小敏)
  - 2012年《溫柔的慈悲》(飾 唐美林)
- 客家電視台
  - 2009年《水色嘉南》(飾 心蘭)
- 衛視中文台
  - 2003年《回家系列之團圓飯》(飾 郭心蘭)
- 人間衛視
  - 2003年《滷味》

## 電視主持
- 民視
  - 《我愛畢卡索》
- 台視
  - 《聰明理財萬事通》
- 大愛電視台
  - 《人間渡-覺有情》

## 詞曲作品
- 2021年：《有你就有家》歌詞創作

## 活動主持
- 明‧盲‧就業路《身心障礙勞工紀錄片展》
- 台灣新電影回顧影展開幕記者會、電影金馬獎入圍授證典禮
- 全國運動會開幕式、第一屆運動暨休閒博覽會開幕

## 獎項
- 1989年第26屆金馬獎最佳女配角獎(魯冰花)
- 1989年加拿大里姆斯基影展最佳女主角(魯冰花)
- 2011年亞洲電視獎最佳推薦獎
- 2017年韓國首爾戲劇大賞「評審團特別獎」(大愛電視《望月》)

## 外部連結
- 李淑楨的Facebook專頁
- 李淑楨在互联网电影资料库（IMDb）上的資料（英文）
- 李淑楨在香港影庫上的簡介
- 李淑楨在豆瓣上的资料（简体中文）